# Petra Priemer
Petra Priemer   (Leipzig, 6 de febrer de 1961), de casada Brinkmann, és una nedadora alemanya que va competir sota bandera de la República Democràtica Alemanya, especialista en estil lliure, que va competir durant la dècada de 1970.
El 1976 va prendre part en els Jocs Olímpics d'Estiu de Mont-real, on va disputar dues proves del programa de natació. En els 100 metres lliures va guanyar la medalla de plata, en finalitzar rere la seva compatriota Kornelia Ender. Aquesta mateixa medalla guanyà en els 4x100 metres lliures, formant equip amb la mateixa Ender, Claudia Hempel i Andrea Pollack, i finalitzant rere l'equip estatunidenc.
En el seu palmarès també destaquen una medalla de plata al Campionat del Món de natació de 1978 i una d'or i una de bronze al Campionat d'Europa de natació de 1977. Mai guanyà cap campionat nacional, però si va aconseguir dues medalles de plata en la distància dels 200 metres lliures.
Dins el programa de dopatge sistemàtic elaborat a l'antiga República Democràtica Alemanya, investigacions recents han demostrat que a Priemer li fou administrada testosterona perquè millorés el rendiment esportiu.